# Bundesliga de 2018–19
A Bundesliga de 2018–19 foi a 56ª edição da primeira divisão do futebol alemão. O Bayern de Munique era o detentor do título e conseguiu defendê-lo.

## Regulamento
Os 18 clubes se enfrentarão em jogos de ida e volta no sistema de pontos corridos. O clube que somar o maior número de pontos será declarado campeão. Além do campeão, os 2º e 3º colocados garantirão vagas na UEFA Champions League. O 4º colocado terá que disputar a preliminar da competição europeia. Já os 5º e 6º colocados se classificarão à UEFA Europa League.
Por outro lado, os últimos dois colocados serão rebaixados à 2. Bundesliga. O 16º colocado, por sua vez, disputará play-off contra o 3º colocado da 2. Bundesliga para saber quem jogará à elite na temporada seguinte.

### Critérios de desempate
- Maior saldo de gols;
- Maior número de gols pró;
- Confronto direto.

## Participantes

### Promovidos e rebaixados
| Pos. | Rebaixados da Bundesliga |
| ---- | ------------------------ |
| 17º  | Hamburgo                 |
| 18º  | Köln                     |

| Pos. | Promovidos da 2. Bundesliga |
| ---- | --------------------------- |
| 1º   | Fortuna Düsseldorf          |
| 2º   | Nürnberg                    |

### Informações das equipes
| Equipe                   | Cidade                | Treinador                  | Capitão           | Estádio (mando)     | Capacidade | Material Esportivo |
| ------------------------ | --------------------- | -------------------------- | ----------------- | ------------------- | ---------- | ------------------ |
| Augsburg                 | Augsburgo             | Martin Schmidt             | Daniel Baier      | SGL Arena           | 30.660     | Nike               |
| Bayer Leverkusen         | Leverkusen            | Peter Bosz                 | Lars Bender       | BayArena            | 30.210     | Jako               |
| Bayern de Munique        | Munique               | Niko Kovač                 | Manuel Neuer      | Allianz Arena       | 75.000     | Adidas             |
| Borussia Dortmund        | Dortmund              | Lucien Favre               | Marco Reus        | Westfalenstadion    | 81.359     | Puma               |
| Borussia Mönchengladbach | Mönchengladbach       | Dieter Hecking             | Lars Stindl       | Borussia-Park       | 54.010     | Kappa              |
| Eintracht Frankfurt      | Frankfurt am Main     | Adi Hütter                 | David Abraham     | Commerzbank-Arena   | 51.500     | Nike               |
| Fortuna Düsseldorf       | Düsseldorf            | Friedhelm Funkel           | Oliver Fink       | Esprit Arena        | 54.600     | Uhlsport           |
| Freiburg                 | Friburgo em Brisgóvia | Christian Streich          | Mike Frantz       | Schwarzwald-Stadion | 24.000     | Hummel             |
| Hannover 96              | Hanôver               | Thomas Doll                | Marvin Bakalorz   | HDI-Arena           | 49.000     | Jako               |
| Hertha Berlin            | Berlim                | Pál Dárdai                 | Vedad Ibišević    | Olympiastadion      | 74.244     | Nike               |
| Hoffenheim               | Sinsheim              | Julian Nagelsmann          | Kevin Vogt        | Rhein-Neckar-Arena  | 30.150     | Lotto              |
| RB Leipzig               | Leipzig               | Ralf Rangnick              | Willi Orban       | Red Bull Arena      | 44.345     | Nike               |
| Mainz 05                 | Mogúncia              | Sandro Schwarz             | Stefan Bell       | Opel Arena          | 34.000     | Lotto              |
| Nürnberg                 | Nuremberga            | Boris Schommers (interino) | Hanno Behrens     | Grundig Stadion     | 50.000     | Umbro              |
| Schalke 04               | Gelsenkirchen         | Huub Stevens (interino)    | Ralf Fährmann     | Veltins-Arena       | 61.973     | Adidas             |
| VfB Stuttgart            | Estugarda             | Nico Willig (interino)     | Christian Gentner | Mercedes-Benz Arena | 60.449     | Puma               |
| Werder Bremen            | Bremen                | Florian Kohfeldt           | Max Kruse         | Weserstadion        | 42.100     | Nike               |
| Wolfsburg                | Wolfsburg             | Bruno Labbadia             | Josuha Guilavogui | Volkswagen Arena    | 30.000     | Nike               |

### Mudanças de treinadores
| Clube               | Antecessor          | Motivo                            | Data da vaga            | Pos           | Sucessor                   | Data da nomeação        |
| ------------------- | ------------------- | --------------------------------- | ----------------------- | ------------- | -------------------------- | ----------------------- |
| Bayern de Munique   | Jupp Heynckes       | Fim do contrato                   | 30 de junho de 2018     | Pré-temporada | Niko Kovač                 | 1 de julho de 2018      |
| Eintracht Frankfurt | Niko Kovač          | Contratado pelo Bayern de Munique | 30 de junho de 2018     | Pré-temporada | Adi Hütter                 | 1 de julho de 2018      |
| Borussia Dortmund   | Peter Stöger        | Fim do contrato                   | 30 de junho de 2018     | Pré-temporada | Lucien Favre               | 1 de julho de 2018      |
| RB Leipzig          | Ralph Hasenhüttl    | Resignado                         | 30 de junho de 2018     | Pré-temporada | Ralf Rangnick              | 9 de julho de 2018      |
| Stuttgart           | Tayfun Korkut       | Demitido                          | 7 de outubro de 2018    | 18º           | Markus Weinzierl           | 9 de outubro de 2018    |
| Bayer Leverkusen    | Heiko Herrlich      | Demitido                          | 23 de dezembro de 2018  | 9º            | Peter Bosz                 | 23 de dezembro de 2018  |
| Hannover 96         | André Breitenreiter | Demitido                          | 27 de janeiro de 2019   | 17º           | Thomas Doll                | 27 de janeiro de 2019   |
| Nürnberg            | Michael Köllner     | Demitido                          | 12 de fevereiro de 2019 | 18º           | Boris Schommers (interino) | 12 de fevereiro de 2019 |
| Schalke 04          | Domenico Tedesco    | Demitido                          | 14 de março de 2019     | 14º           | Huub Stevens (interino)    | 14 de março de 2019     |
| Augsburg            | Manuel Baum         | Demitido                          | 9 de abril de 2019      | 15º           | Martin Schmidt             | 9 de abril de 2019      |
| Stuttgart           | Markus Weinzierl    | Demitido                          | 20 de abril de 2019     | 16º           | Nico Willig (interino)     | 20 de abril de 2019     |

## Equipes porLänder
|                            | N.º | Equipes                                                                                        |
| -------------------------- | --- | ---------------------------------------------------------------------------------------------- |
| Renânia do Norte-Vestfália | 5   | Bayer Leverkusen, Borussia Dortmund, Borussia Mönchengladbach, Fortuna Düsseldorf e Schalke 04 |
| Baden-Württemberg          | 3   | Freiburg, Hoffenheim, Stuttgart                                                                |
| Baviera                    | 3   | Augsburg, Bayern de Munique e Nürnberg                                                         |
| Baixa Saxônia              | 2   | Hannover 96 e Wolfsburg                                                                        |
| Berlim                     | 1   | Hertha Berlim                                                                                  |
| Bremen                     | 1   | Werder Bremen                                                                                  |
| Hesse                      | 1   | Eintracht Frankfurt                                                                            |
| Renânia-Palatinado         | 1   | Mainz 05                                                                                       |
| Saxônia                    | 1   | RB Leipzig                                                                                     |

## Classificação
Atualizado em 18 de maio de 2019.
| Pos | Equipes                  | Pts | J  | V  | E  | D  | GM | GS | SG  | Classificação ou rebaixamento                          |
| --- | ------------------------ | --- | -- | -- | -- | -- | -- | -- | --- | ------------------------------------------------------ |
| 1   | Bayern de Munique        | 78  | 34 | 24 | 6  | 4  | 88 | 32 | +56 | Fase de Grupos da Liga dos Campeões da UEFA de 2019–20 |
| 2   | Borussia Dortmund        | 76  | 34 | 23 | 7  | 4  | 81 | 44 | +37 | Fase de Grupos da Liga dos Campeões da UEFA de 2019–20 |
| 3   | RB Leipzig               | 66  | 34 | 19 | 9  | 6  | 63 | 29 | +34 | Fase de Grupos da Liga dos Campeões da UEFA de 2019–20 |
| 4   | Bayer Leverkusen         | 58  | 34 | 18 | 4  | 12 | 69 | 52 | +17 | Fase de Grupos da Liga dos Campeões da UEFA de 2019–20 |
| 5   | Borussia Mönchengladbach | 55  | 34 | 16 | 7  | 11 | 55 | 42 | +13 | Fase de Grupos da Liga Europa da UEFA de 2019–20       |
| 6   | Wolfsburg                | 55  | 34 | 16 | 7  | 11 | 62 | 50 | +12 | Play-offs da Liga Europa da UEFA de 2019–20            |
| 7   | Eintracht Frankfurt      | 54  | 34 | 15 | 9  | 10 | 60 | 48 | +12 |                                                        |
| 8   | Werder Bremen            | 53  | 34 | 14 | 11 | 9  | 58 | 49 | +9  |                                                        |
| 9   | Hoffenheim               | 51  | 34 | 13 | 12 | 9  | 70 | 52 | +18 |                                                        |
| 10  | Fortuna Düsseldorf       | 44  | 34 | 13 | 5  | 16 | 49 | 65 | –16 |                                                        |
| 11  | Hertha Berlim            | 43  | 34 | 11 | 10 | 13 | 49 | 57 | –8  |                                                        |
| 12  | Mainz 05                 | 43  | 34 | 12 | 7  | 15 | 46 | 57 | –11 |                                                        |
| 13  | Freiburg                 | 36  | 34 | 8  | 12 | 14 | 46 | 61 | –15 |                                                        |
| 14  | Schalke 04               | 33  | 34 | 8  | 9  | 17 | 37 | 55 | –18 |                                                        |
| 15  | Augsburg                 | 32  | 34 | 8  | 8  | 18 | 51 | 71 | –20 |                                                        |
| 16  | Stuttgart                | 28  | 34 | 7  | 7  | 20 | 32 | 70 | –38 | Play-off do Rebaixamento                               |
| 17  | Hannover 96              | 21  | 34 | 5  | 6  | 23 | 31 | 71 | –40 | Zona de rebaixamento à 2. Bundesliga de 2019–20        |
| 18  | Nürnberg                 | 19  | 34 | 3  | 10 | 21 | 26 | 68 | –42 | Zona de rebaixamento à 2. Bundesliga de 2019–20        |

## Confrontos
|                          | AUG | LEV | BMU | BVB | BMG | EIN | FOR | FRE | HAN | HER | HOF | MAI | NÜR | RBL | SCH | STU | WER | WOL |
| ------------------------ | --- | --- | --- | --- | --- | --- | --- | --- | --- | --- | --- | --- | --- | --- | --- | --- | --- | --- |
| Augsburg                 | —   | 1–4 | 2–3 | 2–1 | 1–1 | 1–3 | 1–2 | 4–1 | 3–1 | 3–4 | 0–4 | 3–0 | 2–2 | 0–0 | 1–1 | 6–0 | 2–3 | 2–3 |
| Bayer Leverkusen         | 1–0 | —   | 3–1 | 2–4 | 0–1 | 6–1 | 2–0 | 2–0 | 2–2 | 3–1 | 1–4 | 1–0 | 2–0 | 2–4 | 1–1 | 2–0 | 1–3 | 1–3 |
| Bayern de Munique        | 1–1 | 3–1 | —   | 5–0 | 0–3 | 5–1 | 3–3 | 1–1 | 3–1 | 1–0 | 3–1 | 6–0 | 3–0 | 1–0 | 3–1 | 4–1 | 1–0 | 6–0 |
| Borussia Dortmund        | 4–3 | 3–2 | 3–2 | —   | 2–1 | 3–1 | 3–2 | 2–0 | 5–1 | 2–2 | 3–3 | 2–1 | 7–0 | 4–1 | 2–4 | 3–1 | 2–1 | 2–0 |
| Borussia Mönchengladbach | 2–0 | 2–0 | 1–5 | 0–2 | —   | 3–1 | 3–0 | 1–1 | 4–1 | 0–3 | 2–2 | 4–0 | 2–0 | 1–2 | 2–1 | 3–0 | 1–1 | 0–3 |
| Eintracht Frankfurt      | 1–3 | 2–1 | 0–3 | 1–1 | 1–1 | —   | 7–1 | 3–1 | 4–1 | 0–0 | 3–2 | 0–2 | 1–0 | 1–1 | 3–0 | 3–0 | 1–2 | 1–2 |
| Fortuna Düsseldorf       | 1–2 | 1–2 | 1–4 | 2–1 | 3–1 | 0–3 | —   | 2–0 | 2–1 | 4–1 | 2–1 | 0–1 | 2–1 | 0–4 | 0–2 | 3–0 | 4–1 | 0–3 |
| Freiburg                 | 5–1 | 0–0 | 1–1 | 0–4 | 3–1 | 0–2 | 1–1 | —   | 1–1 | 2–1 | 2–4 | 1–3 | 5–1 | 3–0 | 1–0 | 3–3 | 1–1 | 3–3 |
| Hannover 96              | 1–2 | 2–3 | 0–4 | 0–0 | 0–1 | 0–3 | 0–1 | 3–0 | —   | 0–2 | 1–3 | 1–0 | 2–0 | 0–3 | 0–1 | 3–1 | 0–1 | 2–1 |
| Hertha Berlim            | 2–2 | 1–5 | 2–0 | 2–3 | 4–2 | 1–0 | 1–2 | 1–1 | 0–0 | —   | 3–3 | 2–1 | 1–0 | 0–3 | 2–2 | 3–1 | 1–1 | 0–1 |
| Hoffenheim               | 2–1 | 4–1 | 1–3 | 1–1 | 0–0 | 1–2 | 1–1 | 3–1 | 3–0 | 2–0 | —   | 1–1 | 2–1 | 1–2 | 1–1 | 4–0 | 0–1 | 1–4 |
| Mainz 05                 | 2–1 | 1–5 | 1–2 | 1–2 | 0–1 | 2–2 | 3–1 | 5–0 | 1–1 | 0–0 | 4–2 | —   | 2–1 | 3–3 | 3–0 | 1–0 | 2–1 | 0–0 |
| Nürnberg                 | 3–0 | 1–1 | 1–1 | 0–0 | 0–4 | 1–1 | 3–0 | 0–1 | 2–0 | 1–3 | 1–3 | 1–1 | —   | 0–1 | 1–1 | 0–2 | 1–1 | 0–2 |
| RB Leipzig               | 0–0 | 3–0 | 0–0 | 0–1 | 2–0 | 0–0 | 1–1 | 2–1 | 3–2 | 5–0 | 1–1 | 4–1 | 6–0 | —   | 0–0 | 2–0 | 3–2 | 2–0 |
| Schalke 04               | 0–0 | 1–2 | 0–2 | 1–2 | 0–2 | 1–2 | 0–4 | 0–0 | 3–1 | 0–2 | 2–5 | 1–0 | 5–2 | 0–1 | —   | 0–0 | 0–2 | 2–1 |
| Stuttgart                | 1–0 | 0–1 | 0–3 | 0–4 | 1–0 | 0–3 | 0–0 | 2–2 | 5–1 | 2–1 | 1–1 | 2–3 | 1–1 | 1–3 | 1–3 | —   | 2–1 | 3–0 |
| Werder Bremen            | 4–0 | 2–6 | 1–2 | 2–2 | 1–3 | 2–2 | 3–1 | 2–1 | 1–1 | 3–1 | 1–1 | 3–1 | 1–1 | 2–1 | 4–2 | 1–1 | —   | 2–0 |
| Wolfsburg                | 8–1 | 0–3 | 1–3 | 0–1 | 2–2 | 1–1 | 5–2 | 1–3 | 3–1 | 2–2 | 2–2 | 3–0 | 2–0 | 1–0 | 2–1 | 2–0 | 1–1 | —   |

## Play-off do rebaixamento

### Jogo de ida
| 23 de maio de 2019 | Stuttgart               | 2 – 2     | Union Berlin                  | Mercedes-Benz Arena, Estugarda           |
| 20:30 (UTC+2)      | Gentner 41' · Gómez 51' | Relatório | 43' Abdullahi · 68' Friedrich | Público: 58 619 Árbitro: Bastian Dankert |

### Jogo de volta
| 27 de maio de 2019 | Union Berlin | 0 – 0     | Stuttgart | An der Alten Försterei, Berlim             |
| 20:30 (UTC+2)      |              | Relatório |           | Público: 22 012 Árbitro: Christian Dingert |

Union Berlin venceu pela regra do gol fora de casa (agregado 2–2) e foi promovido para a Bundesliga de 2019–20, enquanto o Stuttgart foi rebaixado para a 2. Bundesliga de 2019–20.

## Desempenho
Clubes que lideraram o campeonato ao final de cada rodada:
| 1   | 2   | 3   | 4   | 5   | 6   | 7   | 8   | 9   | 10  | 11  | 12  | 13  | 14  | 15  | 16  | 17  | 18  | 19  | 20  | 21  | 22  | 23  | 24  | 25  | 26  | 27  | 28  | 29  | 30  | 31  | 32  | 33  | 34  |
| BVB | BMU | BMU | BMU | BMU | BVB | BVB | BVB | BVB | BVB | BVB | BVB | BVB | BVB | BVB | BVB | BVB | BVB | BVB | BVB | BVB | BVB | BVB | BVB | BMU | BMU | BVB | BMU | BMU | BMU | BMU | BMU | BMU | BMU |

Clubes que ficaram na última posição do campeonato ao final de cada rodada:
| 1   | 2   | 3   | 4   | 5   | 6   | 7   | 8   | 9   | 10  | 11  | 12  | 13  | 14  | 15  | 16  | 17  | 18  | 19  | 20  | 21  | 22  | 23  | 24  | 25  | 26  | 27  | 28  | 29  | 30  | 31  | 32  | 33  | 34  |
| RBL | STU | LEV | SCH | SCH | HAN | STU | FOR | STU | STU | STU | STU | FOR | FOR | HAN | NÜR | NÜR | NÜR | NÜR | HAN | NÜR | NÜR | NÜR | NÜR | NÜR | NÜR | HAN | HAN | HAN | HAN | HAN | HAN | NÜR | NÜR |

## Estatísticas
| Pos. | Jogador            | Equipe              | Gols |
| ---- | ------------------ | ------------------- | ---- |
| 1    | Robert Lewandowski | Bayern de Munique   | 22   |
| 2    | Paco Alcácer       | Borussia Dortmund   | 18   |
| 3    | Kai Havertz        | Bayer Leverkusen    | 17   |
| 3    | Luka Jović         | Eintracht Frankfurt | 17   |
| 3    | Andrej Kramarić    | Hoffenheim          | 17   |
| 3    | Marco Reus         | Borussia Dortmund   | 17   |
| 3    | Wout Weghorst      | Wolfsburg           | 17   |
| 8    | Ishak Belfodil     | Hoffenheim          | 16   |
| 8    | Timo Werner        | RB Leipzig          | 16   |
| 10   | Sébastien Haller   | Eintracht Frankfurt | 15   |
| 10   | Yussuf Poulsen     | RB Leipzig          | 15   |

| Pos. | Jogador            | Equipe                   | Assis. |
| ---- | ------------------ | ------------------------ | ------ |
| 1    | Jadon Sancho       | Borussia Dortmund        | 18     |
| 2    | Joshua Kimmich     | Bayern de Munique        | 16     |
| 3    | Julian Brandt      | Bayer Leverkusen         | 15     |
| 4    | Filip Kostić       | Eintracht Frankfurt      | 12     |
| 4    | Robert Lewandowski | Bayern de Munique        | 12     |
| 4    | Thomas Müller      | Bayern de Munique        | 12     |
| 4    | Marco Reus         | Borussia Dortmund        | 12     |
| 4    | Kevin Volland      | Bayer Leverkusen         | 12     |
| 9    | Thorgan Hazard     | Borussia Mönchengladbach | 11     |
| 9    | Max Kruse          | Werder Bremen            | 11     |

### Hat-tricks
Atualizado em 18 de maio de 2019
| Jogador              | Para                     | Contra             | Resultado | Data                   | Ref.   |
| -------------------- | ------------------------ | ------------------ | --------- | ---------------------- | ------ |
| Alfreð Finnbogason   | Augsburg                 | Freiburg           | 4–1       | 30 de setembro de 2018 | [ 22 ] |
| Paco Alcácer         | Borussia Dortmund        | Augsburg           | 4–3       | 6 de outubro de 2018   | [ 23 ] |
| Jonas Hofmann        | Borussia Mönchengladbach | Mainz 05           | 4–0       | 21 de outubro de 2018  | [ 24 ] |
| Alassane Pléa        | Borussia Mönchengladbach | Werder Bremen      | 3–1       | 10 de novembro de 2018 | [ 25 ] |
| Dodi Lukebakio       | Fortuna Düsseldorf       | Bayern de Munique  | 3–3       | 24 de novembro de 2018 | [ 26 ] |
| Alfreð Finnbogason   | Augsburg                 | Mainz 05           | 3–0       | 3 de fevereiro de 2019 | [ 27 ] |
| Wout Weghorst        | Wolfsburg                | Fortuna Düsseldorf | 5–2       | 16 de março de 2019    | [ 28 ] |
| James Rodríguez      | Bayern de Munique        | Mainz 05           | 6–0       | 17 de março de 2019    | [ 29 ] |
| Yussuf Poulsen       | RB Leipzig               | Hertha Berlim      | 5–0       | 30 de março de 2019    | [ 30 ] |
| Jean-Philippe Mateta | Mainz 05                 | Freiburg           | 5–0       | 5 de abril de 2019     | [ 31 ] |
| Ishak Belfodil       | Hoffenheim               | Augsburg           | 4–0       | 7 de abril de 2019     | [ 32 ] |
| Wout Weghorst        | Wolfsburg                | Augsburg           | 8–1       | 18 de maio de 2019     | [ 33 ] |

### Manita
Um Manita é quando um jogador faz cinco gols em uma única partida.
| Jogador    | Para                | Contra             | Resultado | Data                  | Ref.   |
| ---------- | ------------------- | ------------------ | --------- | --------------------- | ------ |
| Luka Jović | Eintracht Frankfurt | Fortuna Düsseldorf | 7–1       | 19 de outubro de 2018 | [ 34 ] |